# Mischa

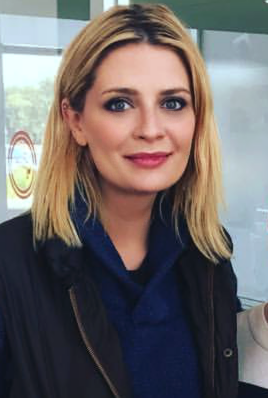
Mischa Barton, 2017.

Mischa är ett mansnamn med ryskt ursprung, en smeknamnsform av Michael, men namnet kan även användas av kvinnor. Namnet är inte speciellt vanligt i Sverige, cirka 71 män och 55 kvinnor bär namnet, men det är vanligare i Ryssland. 
Namnsdag saknas.

## Kända personer vid namn Mischa
- Mischa Barton, brittisk-amerikansk skådespelare och fotomodell
- Mischa Billing, svensk sommelier och lektor i måltidskunskap
- Mischa Gavrusjov
- Mischa Elman, rysk violinist
- Mischa Spoliansky, rysk-brittisk kompositör